# Estación Colegiales
Colegiales es una estación de tren ubicada en el barrio porteño de Colegiales en la ciudad de Buenos Aires en Argentina; pertenece al Ferrocarril General Bartolomé Mitre.

## Servicios
Brinda servicios de pasajeros en la sección local en el ramal a José León Suárez. La playa de carga ubicada en el predio de la estación se utiliza para albergar formaciones Toshibas y Pumas, y Coches de pasajeros Materfer que se encuentran en estado de abandono, además de utilizarse para guardar trenes de Vía y Obra.

## Ubicación e infraestructura
El cuadro de estación está delimitado por la Avenida Federico Lacroze, la Avenida Crámer y las calles Palpa y Moldes, además tiene una cercanía de pocas calles a la Avenida Cabildo
Se accede a la estación desde la Avenida Federico Lacroze o bien por el acceso ubicado en la intersección de las calles Palpa y la Crámer.
Paralela a la calle Moldes se encuentra el playón de cargas y clasificación, actualmente concesionado a la empresa NCA.
La estación contaba con sala de espera y baños hasta que la concesionaria TBA eliminó la primera y clausuró los sanitarios. Actualmente conserva las boleterías de los andenes elevados y un puente peatonal que comunica estos. El tercer andén es bajo y no posee techo, y no es utilizado desde hace varios años.

## Historia y toponimia
El FCCA inauguró la estación el 17 de abril de 1898 en terrenos de lo que en aquel entonces se conocía como "La chacarita de los colegiales".

## Imágenes

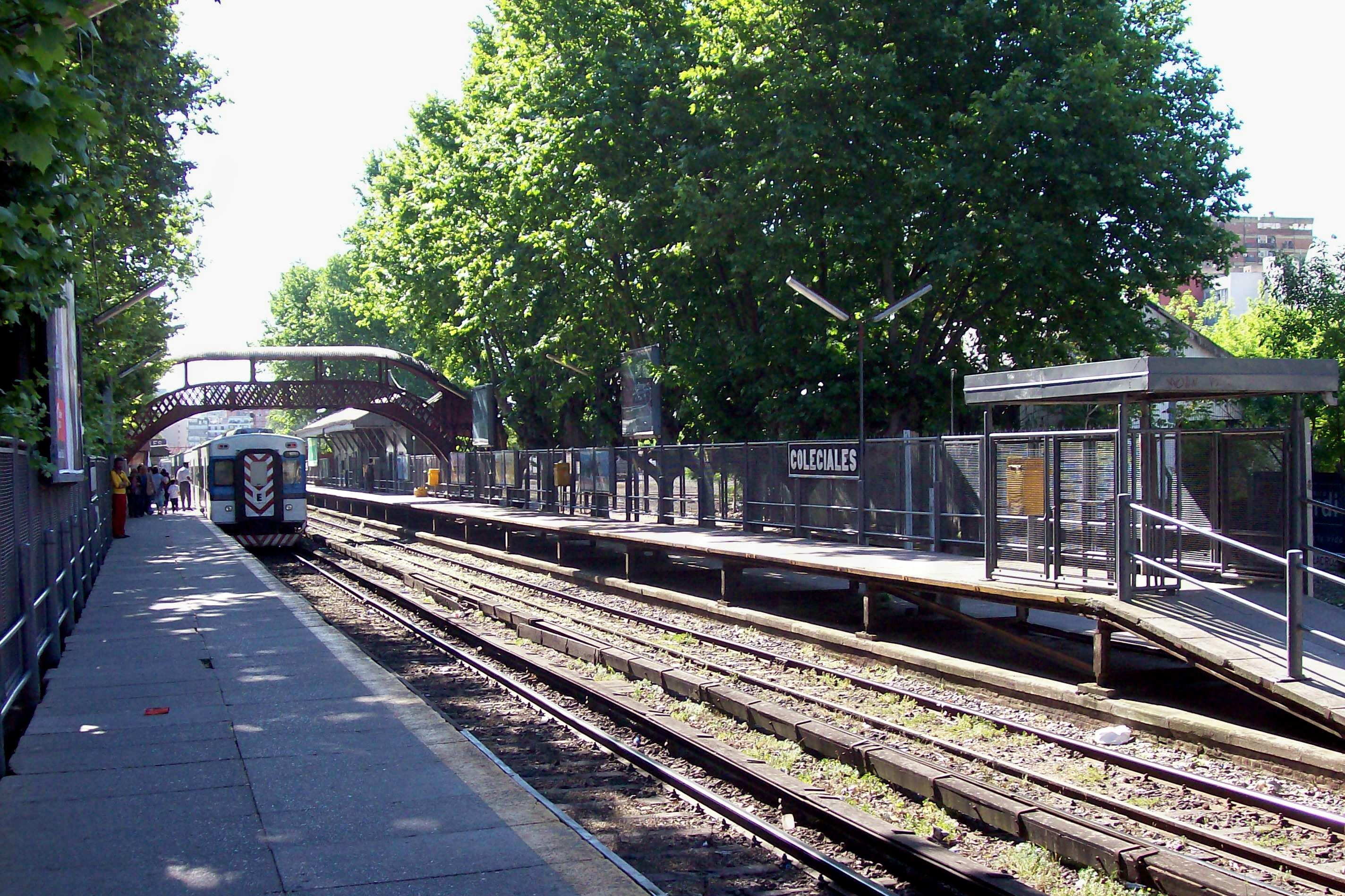
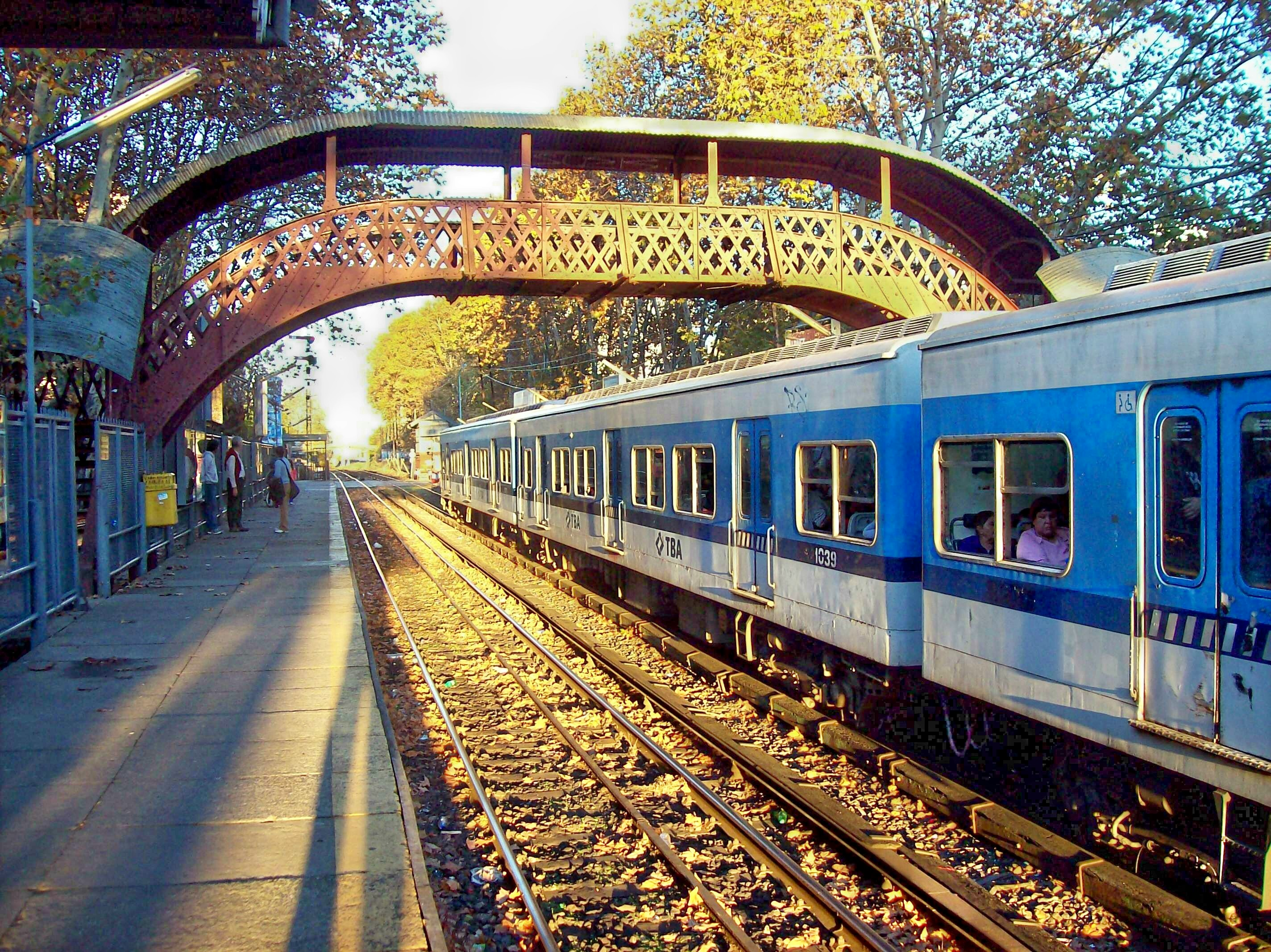
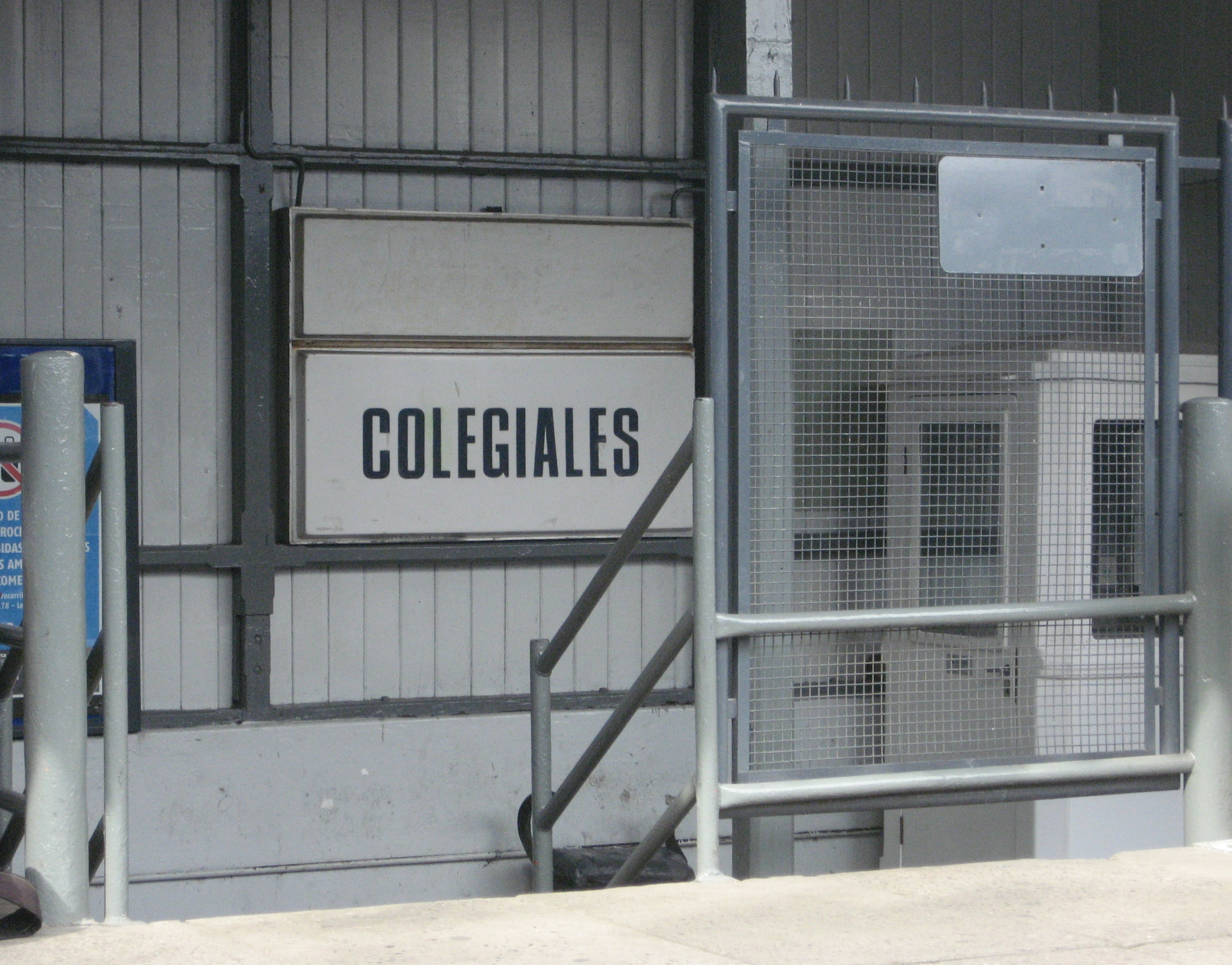
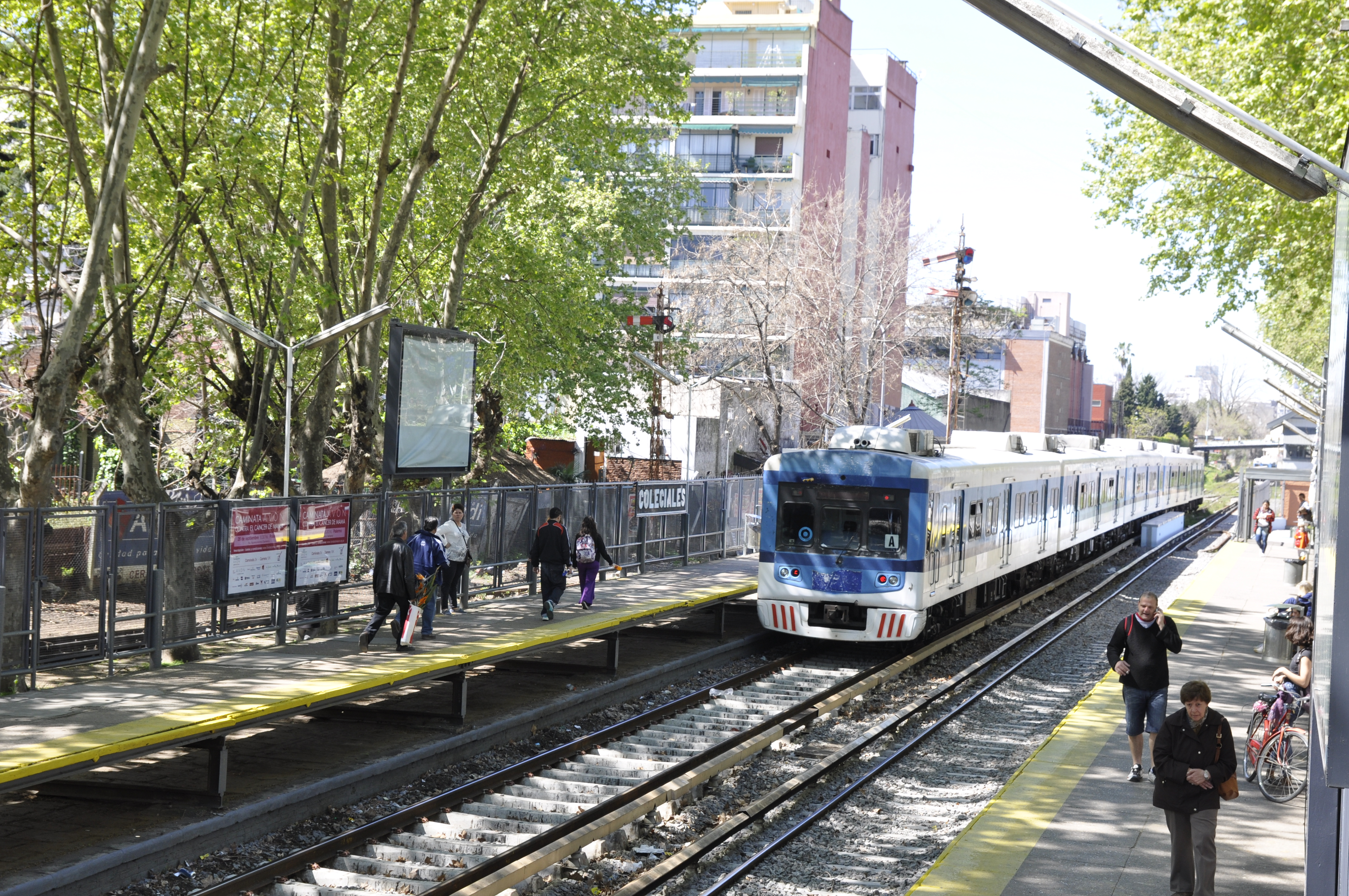
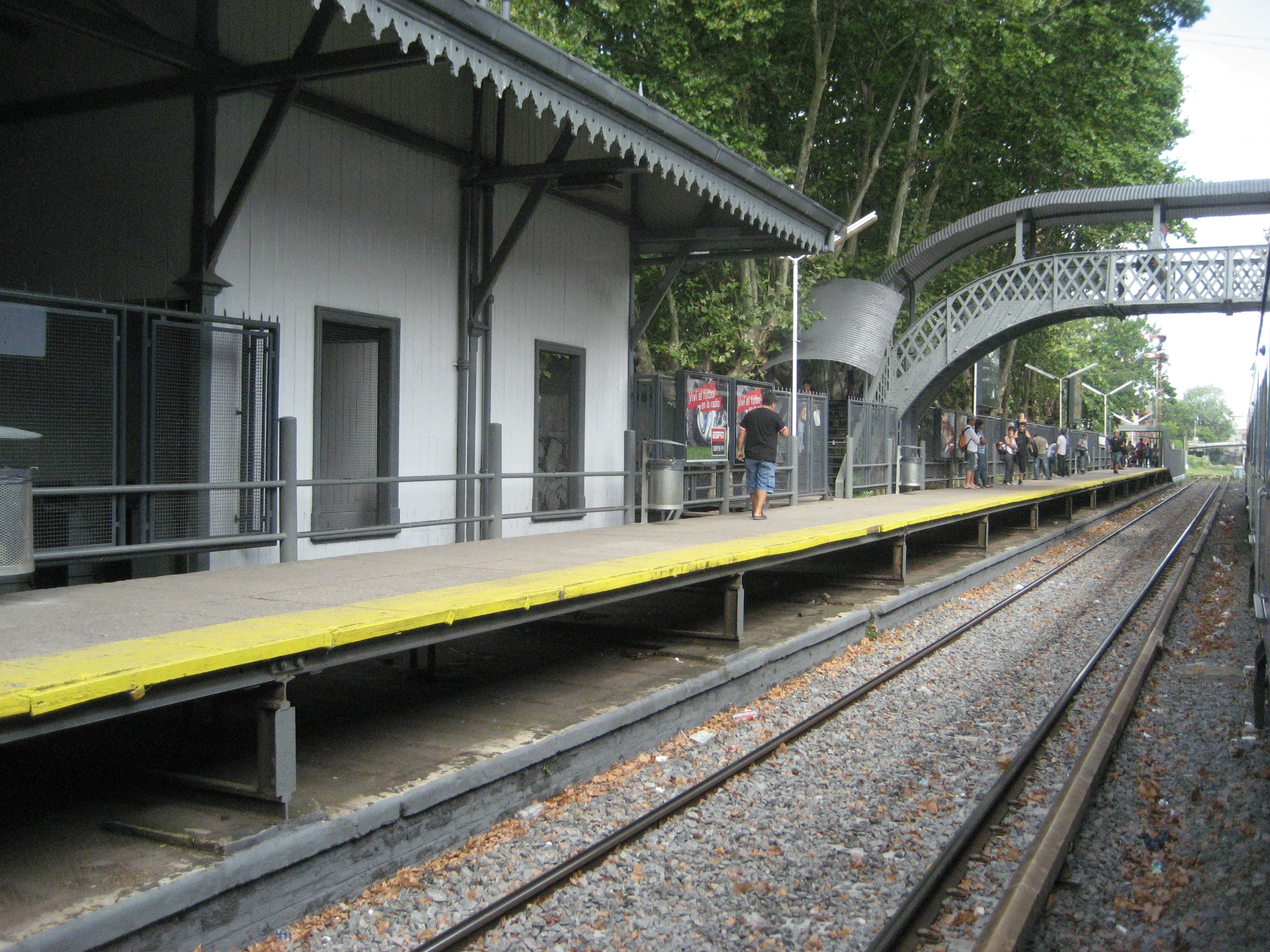